# 野宮大志郎
野宮 大志郎（のみや だいしろう、1955年 - ）は、日本の社会学者。中央大学文学部元教授。専門は市民社会論、社会運動論、比較社会学。

## 来歴・人物
兵庫県出身。兵庫県立豊岡高等学校卒業、1978年慶應義塾大学法学部法律学科卒業。1980年同大学院法学研究科政治学専攻修士課程修了、1985年同大学院社会学研究科社会学専攻修士課程修了。1992年ノースカロライナ大学チャペルヒル校社会学大学院博士課程修了。社会学博士（Ph.D.）。
帝京大学助教授、北海道大学助教授を経て、2001年上智大学教授。2015年より中央大学文学部教授。2025年3月同退職。

## 著書
- 『質的比較分析』（鹿又伸夫・長谷川計二共著、ミネルヴァ書房、2001年）
- 『社会運動と文化』（編著、ミネルヴァ書房、2002年）
- 『「社会」への知 現代社会学の理論と方法〈上・下巻〉』（盛山和夫・土場学・織田輝哉共著、勁草書房、2005年）
- 『サミット・プロテスト グローバル化時代の社会運動』（西城戸誠共編著、新泉社、2016年）